# Psoriazni artritis
Psoriazni (tudi psoriatični ali luskavični) artritis je seronegativni oligoartikularni (prizadene le omejeno število sklepov) ali poliartikularni (prizadene več sklepov istočasno) artritis pri bolnikih z luskavico (psoriazo). Gre za kronično vnetno bolezen sklepov. Značilni bolezenski znak je »klobasasta« zatečenost celotnih prstov na rokah in nogah. Pogosto so spremenjeni tudi nohti (tako imenovana psoriazna onihodistrofija), ki lahko imajo udrtine, so zadebeljeni ter odstopajo od podnohtja. Kožne spremembe so značilne za luskavico (pordele, luskaste in srbeče lehe) in se pogosto pojavijo pred nastopom psoriaznega artritisa, pri okoli 15 % bolnikov pa vnetje sklepov nastopi pred kožnimi spremembami.
Pomembno vlogo v razvoju psoriaznega artritisa ima dednost. Tveganje za njegov pojav lahko poveča debelost. Določene podvrste luskavice pogosteje spremlja psoriazni artritis kot nekatere druge.
Psoriazni artritis prizadene do 30 % bolnikov z luskavico ter se lahko pojavi tako pri otrocih kot odraslih. Okoli 40–50 % bolnikov s psoriaznim artritisom ima genotip HLA-B27. Bolezen je redkejša pri ljudeh azijskega ali afriškega porekla, pri moških in ženskah pa se pojavlja v primerljivem deležu.

## Znaki in simptomi
Pogosto je prisotna bolečina, oteklina ali otrdelost enega ali več sklepov. Gre za vnetno bolezen sklepov in prizadeti sklepi so praviloma pordeli ali topli na dotik. Po zadnjih podatkih je najpogostejša slika simetričnega poliartritisa, ki se na osnovi klinične slike težko loči od revmatoidnega artritisa. Dokaj značilna je prizadetost distalnih interfalangealnih (DIF) sklepov, pogosto so prizadeti še proksimalni interfalangealni (PIF) sklepi rok in nog ter metakarpofalangealni (MCF) sklepi.
Druga najpogostejša je slika asimetričnega oligoartritisa; ta lahko prizadene DIF in PIF sklepe rok, metatarzofalangealne (MTF) sklepe nog, od velikih sklepov pa kolena, kolke in gležnje.
Pride lahko do »klobasaste« zatečenosti prstov, imenovane daktilitis. Psoriazno spremenjeni nohti lahko imajo udrtine, odstopajo od podnohtja (oniholiza) in so zadebeljeni (hiperkeratoza). Značilno ga spremljajo za luskavico značilne luskaste kožne lehe.
Pri okoli 40 % bolnikov se pojavi bolečina v križnem predelu, in sicer kot posledica sakroiliitisa (vnetja križnično-črevničnega sklepa) ali spondilitisa (vnetja vretenc). Bolečina se lahko pojavlja tudi v stopalih in gležnjih, zlasti pri vnetju prirastišča ahilove tetive na kost ali plantarnem fasciitisu.
Bolnike pogosto teži tudi izčrpavajoča utrujenost, ki ne mine po sicer ustrezno dolgem počitku. Utrujenost lahko nepretrgoma traja več dni ali tednov. Ostane lahko blag, lahko pa napreduje tudi v bolj destruktivno bolezen sklepov. Zagoni bolezni se praviloma izmenjujejo z vmesnimi obdobji remisije. Pri hudih oblikah lahko bolezen napreduje v pohabljajoči (mutilirajoči) artritis, ki povzroči trajne deformacije sklepov.
Ker lahko dolgotrajno vnetje vodi v poškodbe sklepov, se priporočata zgodnje odkrivanje bolezni ter zdravljenje z namenom preprečitve ali upočasnitve poškodb sklepov.

## Patofiziologija
Psoriazni artritis je avtoimunska bolezen. Pomembno vlogo v razvoju ima dednost, odločilen za razvoj artritisa pa je najverjetneje dejavnik iz okolja v smislu okužbe ali poškodbe . Tveganje za njegov pojav lahko poveča debelost. Določene podvrste luskavice pogosteje spremlja psoriazni artritis kot nekatere druge. Etiologija bolezni ni poznana.

## Epidemiologija
Psoriazni artritis prizadene do 30 % bolnikov z luskavico ter se lahko pojavi tako pri otrocih kot odraslih; najpogosteje zbolijo odrasli med 30. in 55. letom starosti. Okoli 40–50 % bolnikov s psoriaznim artritisom ima genotip HLA-B27. Bolezen je redkejša pri ljudeh azijskega ali afriškega porekla, moške in ženske pa prizadene v primerljivem deležu. Razširjenost bolezni je ocenjena na 0,05–0,25 %.

## Zdravljenje
Cilj zdravljenja psoriaznega artritisa je umiritev vnetnega procesa – remisija ali nizka aktivnost bolezni, s tem pa se tudi lajšajo bolečine, ohranja gibljivost sklepov ter preprečuje nastanek sklepnih deformacij in invalidnosti. Ob blažji klinični sliki za zdravljenje najprej uporabijo nesteroidni antirevmatiki, na primer 
ibuprofen ali naproksen ali bolj potentni diklofenak, indometacin ali etodolak. Nesteroidni antirevmatiki lahko dražijo želodec in črevesje, dolgotrajna uporaba lahko povzroči tudi krvavitev iz prebavil. Koksibi (zaviralci COX-2), kot sta celekoksib in etorikoksib, imajo značilno manjše tveganje za pojav razjed v prebavilih in krvavitev iz prebavil, vendar pa je ob njihovi uporabi povečano tveganje za pojav srčno-žilnih zapletov, kot sta srčna in možganska kap. Tako neselektivni nesteroidni antirevmatiki kot koksibi lahko povzročijo neželene učinke na ledvice.
Ker zdravljenje z nesteroidnimi antirevmatiki pogosto ne zadošča, se nadalje praviloma uporabi katero od sintetiziranih temeljnih zdravil: metotreksat, sulfasalazin ali leflunomid.
V primeru neučinkovitosti nesteroidnih antirevmatikov in sintetiziranih temeljnih zdravil se lahko uporabi zdravljenje s t. i. biološkimi temeljnimi zdravili:
- zaviralci tumorje nekrotizirajočega faktorja alfa (TNF-alfa), kot so adalimumab, certolizumab pegol, etanercept, golimumab in infliksimab,[4] večinoma v kombinaciji z metotreksatom;
- zaviralci interlevkina 12/23 (ustekinumab) in
- zaviralci fosfodiesteraze 4 (apremilast).